# Эльмурзаев, Юсуп Мутушевич
Юсу́п Муту́шевич Эльмурза́ев (16 декабря 1956, Аягоз, Семипалатинская область — 8 июня 1996), писавший под псевдонимом Юсуп Нохчуа, — чеченский политический деятель и историк, автор свыше тридцати научных работ и нескольких книг. Герой Российской Федерации (посмертно).

## Биография
Житель города Урус-Мартан Урус-Мартановского района Чеченской Республики. В 1974 году окончил среднюю школу № 2 в Урус-Мартане. В 1974—1976 годах прошёл срочную службу в Венгрии в рядах советской армии. В 1977 году поступил в Чечено-Ингушский государственный университет на исторический факультет.
Начал трудовую деятельность в 1977 году учителем истории средней школы № 4 города Урус-Мартан. В 1983 году перешел на работу в районный отдел народного образования Урус-Мартановского района на должность инспектора. В 1979 году женился на уроженке села Алхан-Юрт Байбатыровой Айсет Шитаевне, 1957 года рождения. Три сына (1980, 1983, 1985 года рождения) и дочь (1990 года рождения). Имеет научные труды, является автором нескольких работ, посвященных истории развития чеченской национальности и культуры.
В 1990 году был избран депутатом Верховного Совета Чечено-Ингушетии 9-го созыва.
В 1994 году был назначен главой администрации Урус-Мартановского района Чеченской Республики. После начала Первой чеченской войны выполнял посредническую миссию между сторонами конфликта, оберегая район от разрушений. Будучи формально ставленником промосковского правительства, он сумел сохранить корректные отношения со сторонниками ЧРИ и сделать район действительной зоной мира, за что пользовался большим авторитетом среди населения Чечни.
8 июня 1996 года при исполнении служебных обязанностей в результате покушения был убит вместе со своими товарищами Эльмурзаевым Нажмудином Шамсудиновичем, Асхабовым Саид-Эмином Магомедовичем и Эльдерхановым Абубакаром Умаровичем.
За мужество и самоотверженность, проявленные при защите конституционного строя и установлении правопорядка в Чеченской Республике указом Президента Российской Федерации за № 856 от 11 июня 1996 года Эльмурзаеву Юсупу Мутушевичу, главе администрации Урус-Мартановского района Чеченской Республики, присвоено звание Героя России (посмертно). Погибшие с ним соратники были посмертно награждены орденами Мужества.

## Память
В Урус-Мартане установлен бюст Эльмурзаева.
В Урус-Мартане именем Эльмурзаева названа улица (бывшая Максима Горького).